# Collegium im. Hipolita Cegielskiego w Poznaniu
Collegium im. Hipolita Cegielskiego w Poznaniu – modernistyczny budynek naukowo-dydaktyczny Uniwersytetu im. Adama Mickiewicza w Poznaniu na Wildzie, zaadaptowany z biurowca fabryki H. Cegielski – Poznań (HCP). Położony jest przy ul. 28 Czerwca 1956 r., w otoczeniu zabudowań fabrycznych.
Patronem gmachu jest Hipolit Cegielski – polski filolog, przemysłowiec, działacz społeczny, dziennikarz i polityk, żyjący w XIX w., twórca fabryki HCP.

## Historia
Budynek powstał w okresie PRL jako biurowiec fabryczny, mieścił również szkołę przyzakładową. W latach 90. XX wieku został przejęty przez Uniwersytet im. Adama Mickiewicza i zaadaptowany na potrzeby uczelni. Obecnie nie jest w nim prowadzona już działalność dydaktyczna.